# Wahlbezirk Tirol 1
Der Wahlbezirk Tirol 1 war ein Wahlkreis für die Wahlen zum Abgeordnetenhaus im österreichischen Kronland Tirol. Der Wahlbezirk wurde 1907 mit der Einführung der Reichsratswahlordnung geschaffen und bestand bis zum Zusammenbruch der Habsburgermonarchie.

## Geschichte
Nachdem der Reichsrat im Herbst 1906 das allgemeine, gleiche, geheime und direkte Männerwahlrecht beschlossen hatte, wurde mit 26. Jänner 1907 die große Wahlrechtsreform durch Sanktionierung von Kaiser Franz Joseph I. gültig. Mit der neuen Reichsratswahlordnung schuf man insgesamt 516 Wahlbezirke, wobei mit Ausnahme Galiziens in jedem Wahlbezirk ein Abgeordneter im Zuge der Reichsratswahl gewählt wurde. Der Abgeordnete musste sich dabei im ersten Wahlgang oder in einer Stichwahl mit absoluter Mehrheit durchsetzen. Der Wahlkreis Tirol 1 umfasste die Innenstadt der Landeshauptstadt Innsbruck, genauer jenen Teil von Innsbruck, der vom rechten Innufer und den Bahnkörpern der Süd- und Staatsbahn umschlossen wurde.
Aus der Reichsratswahl 1907 ging Eduard Erler (Deutschen Volkspartei) als Sieger hervor, der jedoch sein Mandat im Mai 1908 zurücklegte. In der Folge setzte sich bei der Reichsratsergänzungswahl am 20. November 1908 in der Stichwahl der Sozialdemokrat Josef Holzhammer durch, bei der Reichsratswahl 1911 konnte jedoch Eduard Erler das Mandat wieder zurückgewinnen.

## Wahlen

### Reichsratswahl 1907
Die Reichsratswahl 1907 wurde am 14. Mai 1907 (erster Wahlgang) sowie am 23. Mai 1907 (Stichwahl) durchgeführt.

#### Erster Wahlgang
| Kandidat                                                                    | Partei                             | Wahlkreis- stimmen | Stimmen- anteil |
| --------------------------------------------------------------------------- | ---------------------------------- | ------------------ | --------------- |
| Eduard Erler                                                                | Deutsche Volkspartei               | 2112               | 42,1 %          |
| Josef Holzhammer                                                            | Sozialdemokratische Arbeiterpartei | 1355               | 27,0 %          |
| Josef Dobin                                                                 | Christlichsoziale Partei           | 1200               | 23,9 %          |
| Friedrich Frank                                                             | Alldeutsche Vereinigung            | 286                | 5,7 %           |
| Sonstige                                                                    |                                    | 59                 | 1,2 %           |
| Wahlberechtigte: 7719, Ungültige/Leere Stimmen: 26, Wahlbeteiligung: 65,3 % |                                    |                    |                 |

#### Stichwahl
| Kandidat                                                                    | Partei                             | Wahlkreis- stimmen | Stimmen- anteil |
| --------------------------------------------------------------------------- | ---------------------------------- | ------------------ | --------------- |
| Eduard Erler                                                                | Deutsche Volkspartei               | 2917               | 65,1 %          |
| Josef Holzhammer                                                            | Sozialdemokratische Arbeiterpartei | 1561               | 34,9 %          |
| Wahlberechtigte: 7719, Ungültige/Leere Stimmen: 72, Wahlbeteiligung: 58,9 % |                                    |                    |                 |

### Reichsratsergänzungswahl 1908
Die Reichsratsergänzungswahl 1908 wurde nach dem Rückzug Erlers am 12. November 1908 (erster Wahlgang) sowie am 20. November 1908 (Stichwahl) durchgeführt.

#### Erster Wahlgang
| Kandidat                                                                    | Partei                             | Wahlkreis- stimmen | Stimmen- anteil |
| --------------------------------------------------------------------------- | ---------------------------------- | ------------------ | --------------- |
| Josef Holzhammer                                                            | Sozialdemokratische Arbeiterpartei | 1731               | 36,5 %          |
| Heinrich Kohn                                                               | Deutschfreiheitliche Partei        | 1479               | 31,2 %          |
| Emil Kranewitter                                                            | Christlichsoziale Partei           | 1224               | 25,8 %          |
| Friedrich Frank                                                             | Alldeutsche Vereinigung            | 290                | 6,1 %           |
| Sonstige                                                                    |                                    | 14                 | 0,3 %           |
| Wahlberechtigte: 7169, Ungültige/Leere Stimmen: 56, Wahlbeteiligung: 66,1 % |                                    |                    |                 |

#### Stichwahl
| Kandidat                                                                     | Partei                             | Wahlkreis- stimmen | Stimmen- anteil |
| ---------------------------------------------------------------------------- | ---------------------------------- | ------------------ | --------------- |
| Josef Holzhammer                                                             | Sozialdemokratische Arbeiterpartei | 2417               | 55,2 %          |
| Heinrich Kohn                                                                | Deutschfreiheitliche Partei        | 1964               | 44,8 %          |
| Wahlberechtigte: 7169, Ungültige/Leere Stimmen: 164, Wahlbeteiligung: 63,4 % |                                    |                    |                 |

### Reichsratswahl 1911
Die Reichsratswahl 1911 wurde am 13. Juni 1911 durchgeführt. Die Stichwahl entfiel auf Grund des absoluten Mehrheit für Eduard Erler im ersten Wahlgang.
| Kandidat                                                                    | Partei                             | Wahlkreis- stimmen | Stimmen- anteil |
| --------------------------------------------------------------------------- | ---------------------------------- | ------------------ | --------------- |
| Eduard Erler                                                                | Deutschfreiheitliche Partei        | 2967               | 52,8 %          |
| Josef Holzhammer                                                            | Sozialdemokratische Arbeiterpartei | 1486               | 26,4 %          |
| Emilian Heinzle                                                             | Christlichsoziale Partei           | 1108               | 19,7 %          |
| Sonstige                                                                    |                                    | 58                 | 1,0 %           |
| Wahlberechtigte: 7334, Ungültige/Leere Stimmen: 74, Wahlbeteiligung: 77,6 % |                                    |                    |                 |